# Siegfried Berliner (Physiker)

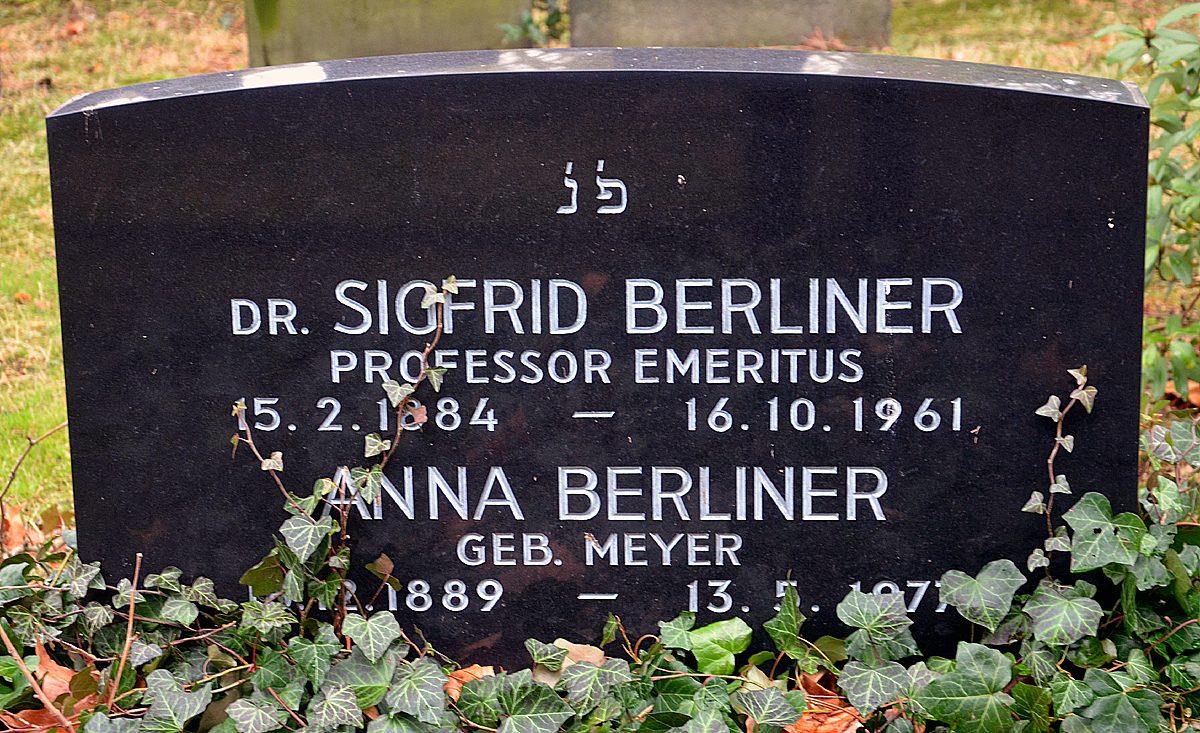
Grab von Sigfrid und Anna Berliner in Hannover

Siegfried Berliner (auch: Sigfrid oder Sigfried Berliner; geboren 15. Februar 1884 in Hannover; gestorben 16. Oktober 1961 in Forest Grove, Oregon) war ein deutscher Physiker, Dozent und Hochschullehrer.

## Leben
Siegfried Berliner wurde in der Gründerzeit des Deutschen Kaiserreichs als Sohn des jüdischen Handelsschuldirektors Manfred Berliner (1853–1931) geboren. Er war ein Bruder von Cora Berliner und ein Neffe von Jacob Berliner, dem Gründer der Deutschen Grammophon Emil Berliner und Joseph Berliner.
Nach dem Abitur am damaligen Realgymnasium, der heutigen Tellkampfschule in Hannover, studierte Berliner an der Universität Leipzig Mathematik, Physik und Nationalökonomie. Dort wurde er Mitglied der (schlagenden) paritätischen Studentenverbindung Alsatia im Burschenbunds-Convent. Er wechselte an die Georg-August-Universität Göttingen und in die Vereinigten Staaten. 1905 wurde er bei Eduard Riecke mit der Dissertation Über das Verhalten des Gusseisens bei langsamen Belastungswechseln promoviert. 1906/07 diente er in Hannover als Einjährig-Freiwilliger im 1. Hannoverschen Infanterie-Regiment Nr. 74.
Am 25. September 1910 heiratete Berliner die in Halberstadt geborene Anna geb. Meyer (1889–1977). Nach Tätigkeiten als Lehrer an verschiedenen Handelshochschulen wurde Berliner 1912 zum Professor für Betriebswirtschaftslehre an die Universität Tokio berufen. Nach Bekanntwerden des Beginns des Ersten Weltkrieges reiste Siegried Berliner gemeinsam mit 118 anderen Reservisten und Kriegsfreiwilligen von Japan nach Tsingtao in die deutsche Kolonie Kiautschou in China als Vizefeldwebel der Landwehr I in der 7. Kompanie des III. Seebataillons in Tsingtau und Führer eines Scheinwerfers beim Infanterie-Werk II. Nach drei Monaten geriet er dort in Kriegsgefangenschaft durch die Japaner und wurde in das Lager in Marugame auf der Insel Shikoku verbracht. Dort musste er fünf Jahre verbringen.
Zeitweilig arbeitete Berliner als Lehrbeauftragter an der Handelshochschule Leipzig. Er gründete die Deutsche Lloyd Lebensversicherung und leitete sie als Direktor bis 1937. Unterdessen war er 1933 durch die Nationalsozialistische Deutsche Arbeiterpartei seines Lehrauftrages an der Hochschule in Leipzig entbunden worden. Im Jahr der Novemberpogrome 1938 konnte er in die USA emigrieren. Seine jüngste Schwester Cora wurde jedoch eines von Millionen Opfern des Holocaust. Berliners Asche wurde nach Hannover überführt und auf dem Jüdischen Friedhof An der Strangriede beigesetzt.
Durch einstimmigen Beschluss des Senates der Universität Göttingen vom 27. Oktober 2004 wurde Siegfried Berliner und anderen Göttinger Hochschullehrern der in der Zeit des Nationalsozialismus aberkannte Doktortitel wieder zuerkannt.

## Schriften
Siegfried Berliner veröffentlichte zahlreiche Artikel für verschiedene Zeitschriften, darunter in der Zeitschrift für Betriebswirtschaft, die Zeitschrift für Handelswissenschaft und Handelspraxis sowie die Zeitschrift für Handelswissenschaftliche Forschung, außerdem für das Weltwirtschaftliche Archiv, das Handwörterbuch der Betriebswirtschaft sowie für zahlreiche japanische Zeitschriften. Außerdem publizierte er
- Siegfried Berliner: Renten und Anleihen, Leipzig: C. E. Poeschel Verlag, 1912
- Politische Arithmetik – Versicherungsrechnung für Nicht-Mathematiker, C.E. Poeschel Verlag, Leipzig 1912
- in der Reihe Weltwirtschaftliche Abhandlungen, anfangs von der Hahnschen Buchhandlung herausgegeben, von 1925 bis 1933 durch den C. E. Poeschel Verlag:
  - Bd. 1: Organisation und Betrieb des japanischen Importhandels, von Dr. S. Berliner, vor dem Kriege Professor der Handelstechnik an der Kaiserlichen Universität zu Tokyo, Hannover: Hahnsche Buchhandlung (sowie C. E. Poeschel Verlag), 1920
  - Bd. 2.: Organisation und Betrieb des Importgeschäftes in China (1920)
  - Bd. 3: Siegfried Berliner, Kurt Meißner: Die Entwicklung der japanischen Eisenbahnindustrie während des Krieges (1920)
  - Bd. 4: Organisation und Betrieb des Exportgeschäftes in China (1920)
  - Bd. 6: Organisation des Indigohandels im Lande Awa (1924)
  - Bd. 8: Der Erdnusshandel in Shantung (1926)
- Sigfrid Berliner: Das Geld als Kapital. Tomosaburo Kishimoto, japanisches Bankwesen (Reprint der Ausgabe aus Stuttgart, Poeschel, 1924), Heft 1, Zürich: Danowski, [circa 1998], ISBN 83-7218-328-7
- Tomosaburo Kushimoto, S. Berliner: Japanisches Bankwesen. Das Geld als Kapital, 1. Auflage, Zürich: Literatur-Agentur Danowski, 2007